# 长毛风车子
长毛风车子（学名：Combretum pilosum）是使君子科风车子属的植物。分布于中南半岛、印度以及中国大陆的云南、海南等地，生长于海拔600米至740米的地区，多生于疏林中，目前尚未由人工引种栽培。

## 别名
康柏树（植物学名词审查本），风车子树（植物分类学报）